# Козеский район
Козеский район — административно-территориальная единица в составе Эстонской ССР, существовавшая в 1950—1959 годах. Центр — Козе. Площадь района в 1955 году составляла 973,0 км².

## История
Козеский район был образован в 1950 году, когда уездное деление в Эстонской ССР было заменено районным. В 1952 году район был включён в состав Таллинской области, но уже в апреле 1953 года в результате упразднения областей в Эстонской ССР район был возвращён в республиканское подчинение.
В 1959 году Козеский район был упразднён.

## Административное деление
В 1955 году район включал 1 рабочий посёлок (Кехра) и 7 сельсоветов: Алавереский, Алансиский (центр — Якси), Анияский (центр — Кехра), Козеский, Куйвайыэский (центр — Колу), Кыуэский (центр — Раава), Пикавереский (центр — Сууревялья).